# OM Titano 137
L'OM Titano 137 è un autocarro pesante prodotto dalla Officine Meccaniche (OM) dal 1937 al 1939.

## Storia
La OM produsse l'autocarro pesante Titano 137 su licenza Saurer. Negli anni trenta la collaborazione tra le due case era molto intensa e proseguì anche dopo la seconda guerra mondiale.

## Caratteristiche tecniche
Il Titano 137 era il camion più grosso costruito dalla OM in quel periodo.
137 indicava la potenza del grosso motore diesel. Aveva una massa a pieno carico di 14 tonnellate.